# الخطوط الجوية الباشكرية
الخطوط الجوية الباشكرية شركة طيران روسية سياحية مقرها في أوفا بروسيا وقد تأسست الشركة عام 1991م وكانت تنقل أكثر من 800 راكبا عبر طائرات الشركة البالغ عددها 21 طائرة في 17 وجهة حول قارات إفريقيا وآسيا وأوروبا وقد أفلست الشركة عام 2007م.

## أحداث وحوادث
1 يوليو 2002:طائرة الخطوط الجوية الباشكرية الرحلة 2937 أصطدمت بطائرة بوينغ 757 التابعة لدي إتش إل إكسبريس الرحلة 611 فوق أوبرلنغن بألمانيا وتسبب التصادم الجوي بمقتل جميع ركاب وطاقم الطائرتين البالغ عددهما 71 شخصا وكان سبب إفلاس الخطوط الجوية الباشكرية.